# Internazionali d'Italia 2024 - Qualificazioni singolare maschile
Le qualificazioni del singolare maschile degli Internazionali d'Italia 2024 sono state un torneo di tennis preliminare per accedere alla fase finale della manifestazione. I vincitori dell'ultimo turno sono entrati di diritto nel tabellone principale. In caso di ritiro di uno o più giocatori aventi diritto a questi sono subentrati i lucky loser, ossia i giocatori che hanno perso nell'ultimo turno ma che avevano una classifica più alta rispetto agli altri partecipanti che avevano comunque perso nel turno finale.

## Teste di serie
1. Brandon Nakashima (qualificato)
2. Federico Coria (primo turno)
3. Tarō Daniel (primo turno)
4. Corentin Moutet (ultimo turno, lucky loser)
5. Cristian Garín (primo turno)
6. Thanasi Kokkinakis (primo turno)
7. Hugo Gaston (primo turno)
8. Aleksandar Kovacevic (primo turno)
9. Maximilian Marterer (qualificato)
10. Jeffrey John Wolf (ultimo turno, lucky loser)
11. Zizou Bergs (qualificato)
12. Thiago Agustín Tirante (primo turno)

1. Albert Ramos Viñolas (primo turno)
2. Juan Pablo Varillas (primo turno)
3. Camilo Ugo Carabelli (primo turno)
4. Grégoire Barrère (qualificato)
5. Alexandre Müller (qualificato)
6. Shang Juncheng (ultimo turno, lucky loser)
7. Harold Mayot (ultimo turno, lucky loser)
8. Botic van de Zandschulp (qualificato)
9. Richard Gasquet (ultimo turno)
10. Jurij Rodionov (primo turno)
11. Thiago Monteiro (qualificato)
12. Duje Ajduković (ultimo turno)

## Qualificati
1. Brandon Nakashima
2. Nicolas Moreno de Alboran
3. Alexandre Müller
4. Thiago Monteiro
5. Diego Schwartzman
6. Térence Atmane

1. Grégoire Barrère
2. Francesco Passaro
3. Maximilian Marterer
4. Hamad Međedović
5. Zizou Bergs
6. Botic van de Zandschulp

### Lucky loser
1. Corentin Moutet
2. Jeffrey John Wolf

1. Shang Juncheng
2. Harold Mayot

## Tabellone

### Legenda
| - Q = Qualificato - WC = Wild card - LL = Lucky loser | - ALT = Alternate - SE = Special Exempt - PR = Protected Ranking | - w/o = Walkover - r = Ritirato - d = Squalificato |

### Sezione 1
|  | Primo turno | Primo turno       | Primo turno       | Primo turno | Primo turno |  |  | Ultimo turno | Ultimo turno      | Ultimo turno | Ultimo turno | Ultimo turno |  |
|  |             |                   |                   |             |             |  |  |              |                   |              |              |              |  |
|  | 1           | Brandon Nakashima | Brandon Nakashima | 7           | 7           |  |  |              |                   |              |              |              |  |
|  | Alt         | Nerman Fatić      | Nerman Fatić      | 65          | 5           |  |  | 1            | Brandon Nakashima | 6            | 4            | 6            |  |
|  |             | Jesper de Jong    | 6                 | 2           | 6           |  |  |              | Jesper de Jong    | 4            | 6            | 4            |  |
|  | 22          | Jurij Rodionov    | 3                 | 6           | 4           |  |  |              |                   |              |              |              |  |

### Sezione 2
|  | Primo turno | Primo turno               | Primo turno               | Primo turno | Primo turno |  |  | Ultimo turno | Ultimo turno              | Ultimo turno | Ultimo turno | Ultimo turno |  |
|  |             |                           |                           |             |             |  |  |              |                           |              |              |              |  |
|  | 2           | Federico Coria            | 3                         | 7           | 63          |  |  |              |                           |              |              |              |  |
|  |             | Vít Kopřiva               | 6                         | 5           | 7           |  |  |              | Vít Kopřiva               | 4            | 6            | 3            |  |
|  |             | Nicolas Moreno de Alboran | Nicolas Moreno de Alboran | 6           | 7           |  |  |              | Nicolas Moreno de Alboran | 6            | 3            | 6            |  |
|  | 14          | Juan Pablo Varillas       | Juan Pablo Varillas       | 4           | 5           |  |  |              |                           |              |              |              |  |

### Sezione 3
|  | Primo turno | Primo turno      | Primo turno | Primo turno | Primo turno |  |  | Ultimo turno | Ultimo turno     | Ultimo turno     | Ultimo turno | Ultimo turno |  |
|  |             |                  |             |             |             |  |  |              |                  |                  |              |              |  |
|  | 3           | Tarō Daniel      | 4           | 6           | 1           |  |  |              |                  |                  |              |              |  |
|  |             | Radu Albot       | 6           | 0           | 6           |  |  |              | Radu Albot       | Radu Albot       | 5            | 2            |  |
|  |             | Emilio Nava      | 6           | 1           | 4           |  |  | 17           | Alexandre Müller | Alexandre Müller | 7            | 6            |  |
|  | 17          | Alexandre Müller | 4           | 6           | 6           |  |  |              |                  |                  |              |              |  |

### Sezione 4
|  | Primo turno | Primo turno      | Primo turno      | Primo turno | Primo turno |  |  | Ultimo turno | Ultimo turno    | Ultimo turno    | Ultimo turno | Ultimo turno |  |
|  |             |                  |                  |             |             |  |  |              |                 |                 |              |              |  |
|  | 4           | Corentin Moutet  | Corentin Moutet  | 6           | 6           |  |  |              |                 |                 |              |              |  |
|  |             | Damir Džumhur    | Damir Džumhur    | 1           | 3           |  |  | 4            | Corentin Moutet | Corentin Moutet | 3            | 4            |  |
|  | WC          | Giovanni Oradini | Giovanni Oradini | 4           | 4           |  |  | 23           | Thiago Monteiro | Thiago Monteiro | 6            | 6            |  |
|  | 23          | Thiago Monteiro  | Thiago Monteiro  | 6           | 6           |  |  |              |                 |                 |              |              |  |

### Sezione 5
|  | Primo turno | Primo turno          | Primo turno | Primo turno | Primo turno |  |  | Ultimo turno | Ultimo turno      | Ultimo turno | Ultimo turno | Ultimo turno |  |
|  |             |                      |             |             |             |  |  |              |                   |              |              |              |  |
|  | 5           | Cristian Garín       | 7           | 69          | 62          |  |  |              |                   |              |              |              |  |
|  |             | Michail Kukuškin     | 5           | 7           | 7           |  |  |              | Michail Kukuškin  | 6            | 2            | 3            |  |
|  |             | Diego Schwartzman    | 6           | 3           | 7           |  |  |              | Diego Schwartzman | 4            | 6            | 6            |  |
|  | 13          | Albert Ramos Viñolas | 1           | 6           | 5           |  |  |              |                   |              |              |              |  |

### Sezione 6
|  | Primo turno | Primo turno        | Primo turno        | Primo turno | Primo turno |  |  | Ultimo turno | Ultimo turno   | Ultimo turno | Ultimo turno | Ultimo turno |  |
|  |             |                    |                    |             |             |  |  |              |                |              |              |              |  |
|  | 6           | Thanasi Kokkinakis | Thanasi Kokkinakis | 5           | 65          |  |  |              |                |              |              |              |  |
|  |             | Térence Atmane     | Térence Atmane     | 7           | 7           |  |  |              | Térence Atmane | 6            | 2            | 6            |  |
|  |             | Valentin Vacherot  | Valentin Vacherot  | 3           | 3           |  |  | 19           | Harold Mayot   | 3            | 6            | 2            |  |
|  | 19          | Harold Mayot       | Harold Mayot       | 6           | 6           |  |  |              |                |              |              |              |  |

### Sezione 7
|  | Primo turno | Primo turno                | Primo turno                | Primo turno | Primo turno |  |  | Ultimo turno | Ultimo turno          | Ultimo turno          | Ultimo turno | Ultimo turno |  |
|  |             |                            |                            |             |             |  |  |              |                       |                       |              |              |  |
|  | 7           | Hugo Gaston                | 3                          | 6           | 1           |  |  |              |                       |                       |              |              |  |
|  |             | Felipe Meligeni Alves      | 6                          | 3           | 6           |  |  |              | Felipe Meligeni Alves | Felipe Meligeni Alves | 3            | 69           |  |
|  | Alt         | Giovanni Mpetshi Perricard | Giovanni Mpetshi Perricard | 3           | 5           |  |  | 16           | Grégoire Barrère      | Grégoire Barrère      | 6            | 7            |  |
|  | 16          | Grégoire Barrère           | Grégoire Barrère           | 6           | 7           |  |  |              |                       |                       |              |              |  |

### Sezione 8
|  | Primo turno | Primo turno          | Primo turno          | Primo turno | Primo turno |  |  | Ultimo turno | Ultimo turno      | Ultimo turno | Ultimo turno | Ultimo turno |  |
|  |             |                      |                      |             |             |  |  |              |                   |              |              |              |  |
|  | 8           | Aleksandar Kovacevic | Aleksandar Kovacevic | 5           | 5           |  |  |              |                   |              |              |              |  |
|  | WC          | Francesco Passaro    | Francesco Passaro    | 7           | 7           |  |  | WC           | Francesco Passaro | 7            | 6            | 7            |  |
|  |             | Zsombor Piros        | 62                   | 6           | 2           |  |  | 24           | Duje Ajduković    | 65           | 7            | 63           |  |
|  | 24          | Duje Ajduković       | 7                    | 3           | 6           |  |  |              |                   |              |              |              |  |

### Sezione 9
|  | Primo turno | Primo turno            | Primo turno            | Primo turno | Primo turno |  |  | Ultimo turno | Ultimo turno        | Ultimo turno        | Ultimo turno | Ultimo turno |  |
|  |             |                        |                        |             |             |  |  |              |                     |                     |              |              |  |
|  | 9           | Maximilian Marterer    | 4                      | 6           | 7           |  |  |              |                     |                     |              |              |  |
|  | WC          | Andrea Picchione       | 6                      | 3           | 5           |  |  | 9            | Maximilian Marterer | Maximilian Marterer | 6            | 6            |  |
|  | WC          | Samuel Vincent Ruggeri | Samuel Vincent Ruggeri | 1           | 5           |  |  | 21           | Richard Gasquet     | Richard Gasquet     | 3            | 4            |  |
|  | 21          | Richard Gasquet        | Richard Gasquet        | 6           | 7           |  |  |              |                     |                     |              |              |  |

### Sezione 10
|  | Primo turno | Primo turno             | Primo turno          | Primo turno | Primo turno |  |  | Ultimo turno | Ultimo turno      | Ultimo turno      | Ultimo turno | Ultimo turno |  |
|  |             |                         |                      |             |             |  |  |              |                   |                   |              |              |  |
|  | 10          | Jeffrey John Wolf       | 4                    | 7           | 6           |  |  |              |                   |                   |              |              |  |
|  |             | Bernabé Zapata Miralles | 6                    | 65          | 1           |  |  | 10           | Jeffrey John Wolf | Jeffrey John Wolf | 1            | 4            |  |
|  |             | Hamad Međedović         | Hamad Međedović      | 7           | 6           |  |  |              | Hamad Međedović   | Hamad Međedović   | 6            | 6            |  |
|  | 15          | Camilo Ugo Carabelli    | Camilo Ugo Carabelli | 61          | 2           |  |  |              |                   |                   |              |              |  |

### Sezione 11
|  | Primo turno | Primo turno          | Primo turno | Primo turno | Primo turno |  |  | Ultimo turno | Ultimo turno   | Ultimo turno   | Ultimo turno | Ultimo turno |  |
|  |             |                      |             |             |             |  |  |              |                |                |              |              |  |
|  | 11          | Zizou Bergs          | 4           | 6           | 6           |  |  |              |                |                |              |              |  |
|  |             | Patrick Kypson       | 6           | 3           | 4           |  |  | 11           | Zizou Bergs    | Zizou Bergs    | 6            | 7            |  |
|  | WC          | Francesco Maestrelli | 1           | 6           | 3           |  |  | 18           | Shang Juncheng | Shang Juncheng | 4            | 65           |  |
|  | 18          | Shang Juncheng       | 6           | 3           | 6           |  |  |              |                |                |              |              |  |

### Sezione 12
|  | Primo turno | Primo turno             | Primo turno             | Primo turno | Primo turno |  |  | Ultimo turno | Ultimo turno            | Ultimo turno            | Ultimo turno | Ultimo turno |  |
|  |             |                         |                         |             |             |  |  |              |                         |                         |              |              |  |
|  | 12          | Thiago Agustín Tirante  | Thiago Agustín Tirante  | 68          | 65          |  |  |              |                         |                         |              |              |  |
|  |             | Facundo Bagnis          | Facundo Bagnis          | 7           | 7           |  |  |              | Facundo Bagnis          | Facundo Bagnis          | 3            | 1            |  |
|  |             | Zachary Svajda          | Zachary Svajda          | 2           | 2           |  |  | 20           | Botic van de Zandschulp | Botic van de Zandschulp | 6            | 6            |  |
|  | 20          | Botic van de Zandschulp | Botic van de Zandschulp | 6           | 6           |  |  |              |                         |                         |              |              |  |